# 코블렌츠

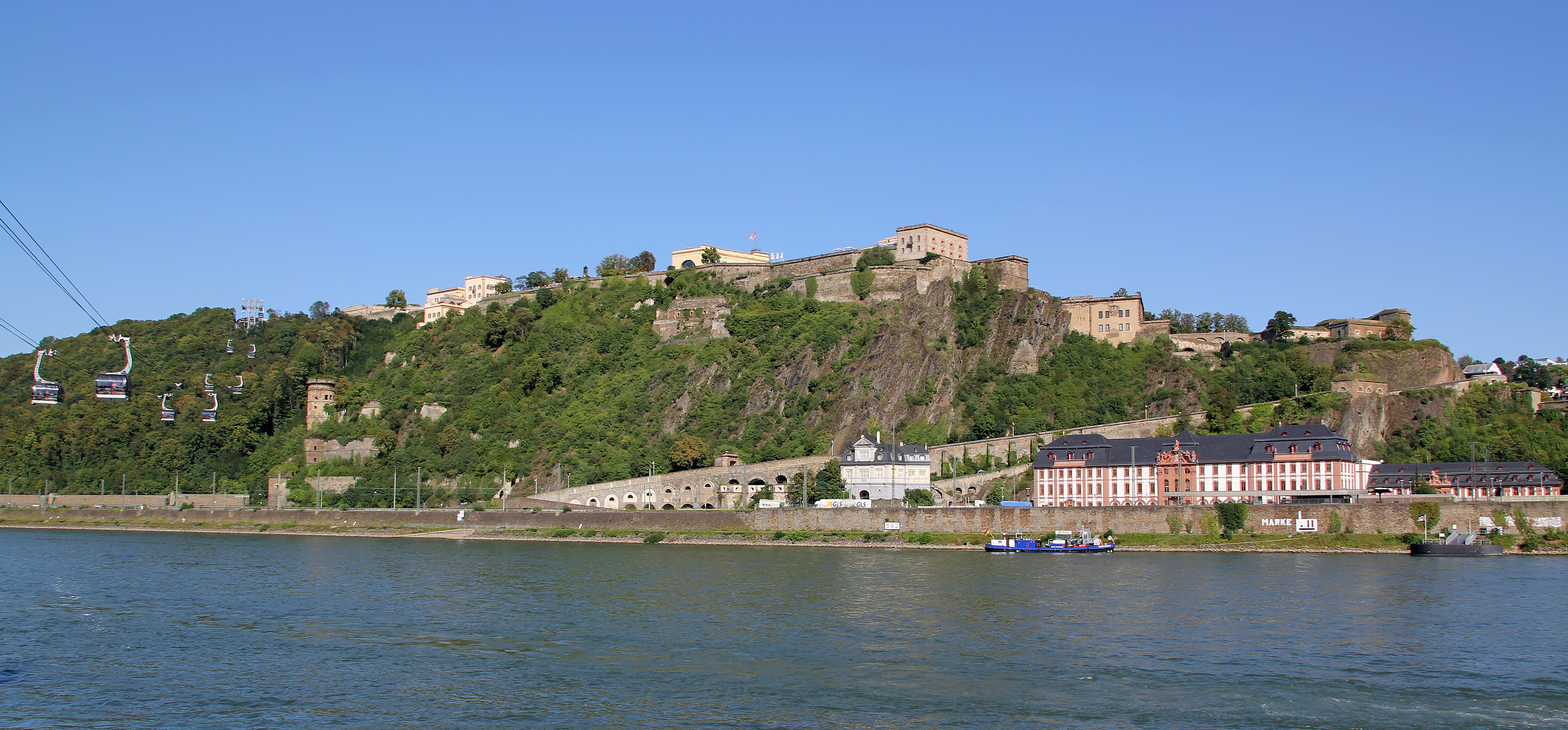
라인 강변의 에렌브라이트슈타인 요새

코블렌츠(독일어: Koblenz)는 독일 서부 라인란트팔츠주에 있는 도시이다. 인구 105,888(2006).
라인란트팔츠 주의 북부, 라인강과 모젤강의 합류점에 위치한다. 라인강과 란강의 합류점에서도 멀지 않은 곳에 있다. 기원전 11세기에 모젤강의 요새가 생겼다. 로마 제국 시절부터 발전한 오래 된 도시로, 기원전 9년 네로 클라우디우스 드루수스가 카스텔룸아푸드콘플루엔테스(라틴어: Castellum apud Confluentes, 직역하면 "합류점 사이에 위치한 성(城)"이라는 의미이며, confluentes는 "합류점"을 뜻하는 영어 단어 confluence의 어원이기도 하다.)라는 이름으로 건설하여 지명의 기원이 되었다. 그 후로 오랫동안 교통의 중심지였고, 1018년부터 트리어 대주교령의 지배를 받아 이러한 상태가 18세기 말까지 계속되었다. 그 후 잠시 프랑스에 병합되었으나 프로이센으로 넘어갔으며, 강력한 요새가 다시 구축되었다. 그 후 이 곳은 프로이센의 라인 주의 주도가 되어 제2차 세계대전 때까지 주도였다. 제1차 세계대전 직후 잠시 연합국 관리지역이 되기도 했으며, 제2차 세계대전 때는 크게 파괴되었다.
라인 강과 모젤강의 합류점에는 독일 통일의 업적을 완수한 빌헬름 1세를 기념하는 기념비가 세워졌으며, 이 곳을 독일의 모퉁이라는 뜻의 도이체스 에크라 부른다. 이 곳부터 라인 강 상류 지역의 약 60km 일대는 라인 협곡으로 유명한 곳으로, '라인 강 중류 상부'라는 이름으로 유네스코 세계 문화 유산으로 등록되었다. 관광·교역의 중심지이며, 다양한 종류의 공업이 발달되어 있다.

## 역사

### 고대
기원전 1000년경, 모젤강 반대편의 에렌브라이슈타인 언덕에 초기 요새가 세워졌다. 기원전 55년, 율리우스 카이사르가 지휘하는 로마군은 라인강에 도착하여 코블렌츠와 안데르나흐 사이에 다리를 건설했다. 기원전 9년경 “Castellum apud Confluentes”는 드루수스가 세운 군사 기지 중 하나였다.
서기 49년에 로마인에 의해 건설된 큰 다리의 유적이 여전히 보인다. 로마인들은 다리를 보호하기 위해 두 개의 성을 지었다. 하나는 서기 9년에 하나는 2세기에 하나는 259년에 프랑크 인들에 의해 파괴되었다. 코블렌츠 북쪽에는 머큐리와 로스메르타 (갈로-로마 신)의 신전이 있었다. 5세기까지 계속 사용되었다.

## 인구
| 연도                                                                            | 인구    | ±%      |
| ------------------------------------------------------------------------------- | ------- | ------- |
| 1469                                                                            | 1,193   | —       |
| 1663                                                                            | 1,409   | +18.1%  |
| 1800                                                                            | 7,992   | +467.2% |
| 1836                                                                            | 13,307  | +66.5%  |
| 1871                                                                            | 24,902  | +87.1%  |
| 1900                                                                            | 45,147  | +81.3%  |
| 1910                                                                            | 56,487  | +25.1%  |
| 1919                                                                            | 56,676  | +0.3%   |
| 1925                                                                            | 58,161  | +2.6%   |
| 1933                                                                            | 65,257  | +12.2%  |
| 1939                                                                            | 91,098  | +39.6%  |
| 1950                                                                            | 66,444  | −27.1%  |
| 1961                                                                            | 99,240  | +49.4%  |
| 1970                                                                            | 101,374 | +2.2%   |
| 1987                                                                            | 108,246 | +6.8%   |
| 2011                                                                            | 107,825 | −0.4%   |
| 2018                                                                            | 114,024 | +5.7%   |
| Population size may be affected by changes in administrative divisions. source: |         |         |

## 문화
[[파일:III0067 01.JPG|섬네일|150px|right|{{center|미덕의 화살과 그 작은 모자가 달린 머리 장식; 1847년]]

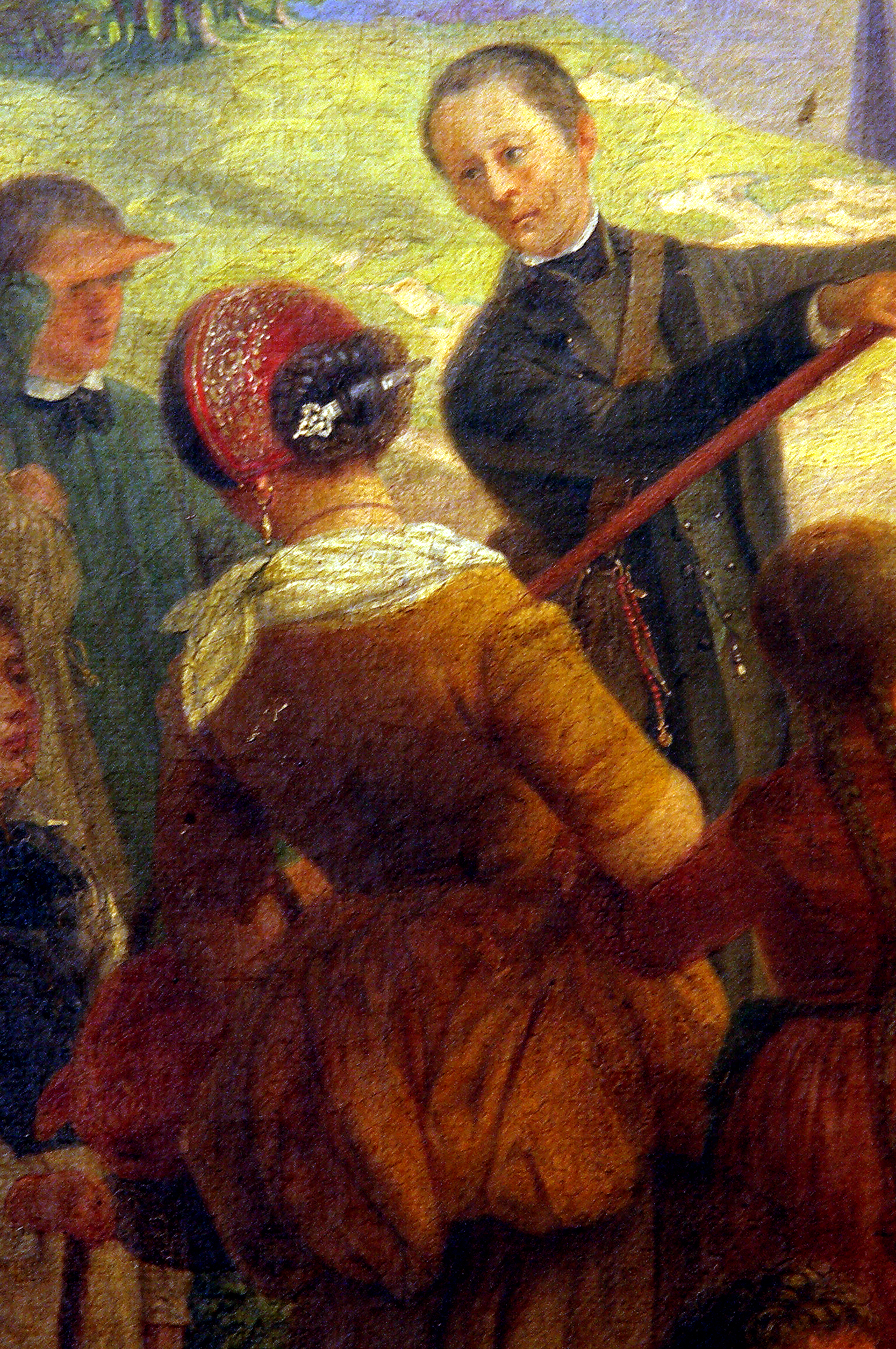
center|미덕의 화살과 그 작은 모자가 달린 머리 장식; 1847년

어린이 장난감 요요는 18세기 프랑스에서 de Coblenz(Koblenz) 라는 별명을 얻었는데, 이는 당시 도시에 살았던 수많은 프랑스 귀족 망명자들을 일컫는 말이었다.
미덕의 화살(Tugendpfeil)은 20세기 초까지 코블렌츠와 라인강 좌안의 여성 머리 장식에서 나온 커다란 금색 또는 은색 머리핀이다. 전통적으로 사춘기와 결혼 적령기 사이에 어린 가톨릭 소녀들이 착용했다.

## 자매 도시
- 프랑스 느베르 (1963년)
- 영국 London Borough of Haringey (1969년)
- 영국 노리치 (1978년)
- 네덜란드 마스트리흐트 (1981년)
- 이탈리아 노바라 (1991년)
- 미국 오스틴 (1992년)
- 이스라엘 페타티크바 (2000년)
- 크로아티아 바라주딘 (2007년)